# Округ Клинтон (Кентаки)
Округ Клинтон (енгл. Clinton County) је округ у америчкој савезној држави Кентаки.

## Демографија
По попису из 2010. године број становника је 10.272, што је 638 (6,6%) становника више него 2000. године.
| Група             | 2000.         | 2010.         |
| Белци             | 9.450 (98,1%) | 9.865 (96,0%) |
| Афроамериканци    | 10 (0,1%)     | 39 (0,4%)     |
| Азијати           | 4 (0,0%)      | 13 (0,1%)     |
| Хиспаноамериканци | 118 (1,2%)    | 231 (2,2%)    |
| Укупно            | 9.634         | 10.272        |